# Сан Ђакомо Верчелезе
Сан Ђакомо Верчелезе (итал. San Giacomo Vercellese) је насеље у Италији у округу Верчели, региону Пијемонт.
Према процени из 2011. у насељу је живело 258 становника. Насеље се налази на надморској висини од 197 м.

## Становништво
Према резултатима пописа становништва 2011. у општини је живело 329 становника.
| 1931. | 1936. | 1951. | 1961. | 1971. | 1981. | 1991. | 2001. | 2011. |
| ----- | ----- | ----- | ----- | ----- | ----- | ----- | ----- | ----- |
| 777   | 791   | 683   | 573   | 507   | 459   | 435   | 356   | 329   |